# Markus Zberg
Markus Zberg, född 27 juni 1974 i Altdorf, är en schweizisk professionell cyklist. Han blev professionell 1996 med Carrera Jeans, men cyklade sedan 2003 för det tyska UCI ProTour-stallet Gerolsteiner. Han fortsatte till BMC Racing Team när Gerolsteiner lade ned sin verksamhet.

## Karriär
Zberg vann GP Tell samma år som han blev professionell. Tidigare, som amatör, hade han bland annat vunnit de schweiziska juniormästerskapen i linjelopp 1991 och 1992. Under 1995 vann han GP Osterhas.
Under säsongen 1997, när han tävlade för Mercatone Uno, vann han etapp 7 av Polen runt.  
Schweizaren vann etapp 1 och 22 på Vuelta a España 1998, då med stallet Post Swiss. Under det året vann Zberg också Stausee-Rundfahrt Klingnau, en etapp på Settimana Ciclistica Lombarda och etapp 3 på hemmatävlingen Schweiz runt.
Året därpå blev schweizaren kontrakterad av det nederländska stallet Rabobank, och han stannade med stallet till slutet av 2002 innan han fortsatte till det tyska stallet Gerolsteiner.
Under säsongen 1999 vann Zberg en etapp på Österrike runt. Han vann också Milano-Turin strax framför Paolo Bettini och Jan Ullrich. 
Zberg vann GP Oberes Fricktal, nationsmästerskapens linjelopp och Zürichs sexdagars tillsammans med kompisarna Kurt Betschart och Bruno Risi under säsongen 2000. I april slutade han trea på Amstel Gold Race efter Erik Zabel och Michael Boogerd.
Under 2001 vann han Rund um den Henninger Turm och etapp 3 av Tirreno-Adriatico. 
Året därpå vann schweizaren bara det schweiziska kriteriet i Bremgarten. Han slutade dock tvåa på några etapper och tävlingar, såsom Giro della Provincia di Lucca och Regio Tour International. Samma år slutade han trea på Milano-Sanremo efter Mario Cipollini och Fred Rodriguez.  
Inför säsongen 2003 bytte Markus Zberg stall till det tyska Gerolsteiner. Han vann dock inga tävlingar fram till att han vann etapp 7, den sista etappen, av Paris-Nice 2006, före bland annat ryssen Jevgeni Petrov och spanjoren Alberto Contador Velasco. I maj samma år vann han ett uppvisningslopp i den schweiziska staden Thun framför bland annat landsmannen David Loosli.
Markus Zberg vann de schweiziska nationsmästerskapens linjelopp under säsongen 2008. Han övertog därför tröjan från sin bror Beat Zberg, som avslutade sin karriär inför säsongen 2008. Efter säsongen 2008 lade Gerolsteiner ned sitt stall och Zberg valde att fortsätta sin karriär i BMC Racing Team.
Under säsongen 2009 slutade han tvåa på etapp 2 av Critérium du Dauphiné Libéré bakom Angelo Furlan. Han avslutade sin karriär efter en allvarlig krasch.

## Privatliv
Tillsammans med sin äldre bror Beat Zberg och storasyster Luzia Zberg har Markus Zberg hittills tagit 39 professionella segrar i karriären.

## Stall
- Carrera Jeans 1996
- Mercatone Uno 1997
- Post Swiss Team 1998
- Rabobank 1999–2002
- Gerolsteiner 2003–2008
- BMC Racing Team 2009